# Nachttresor

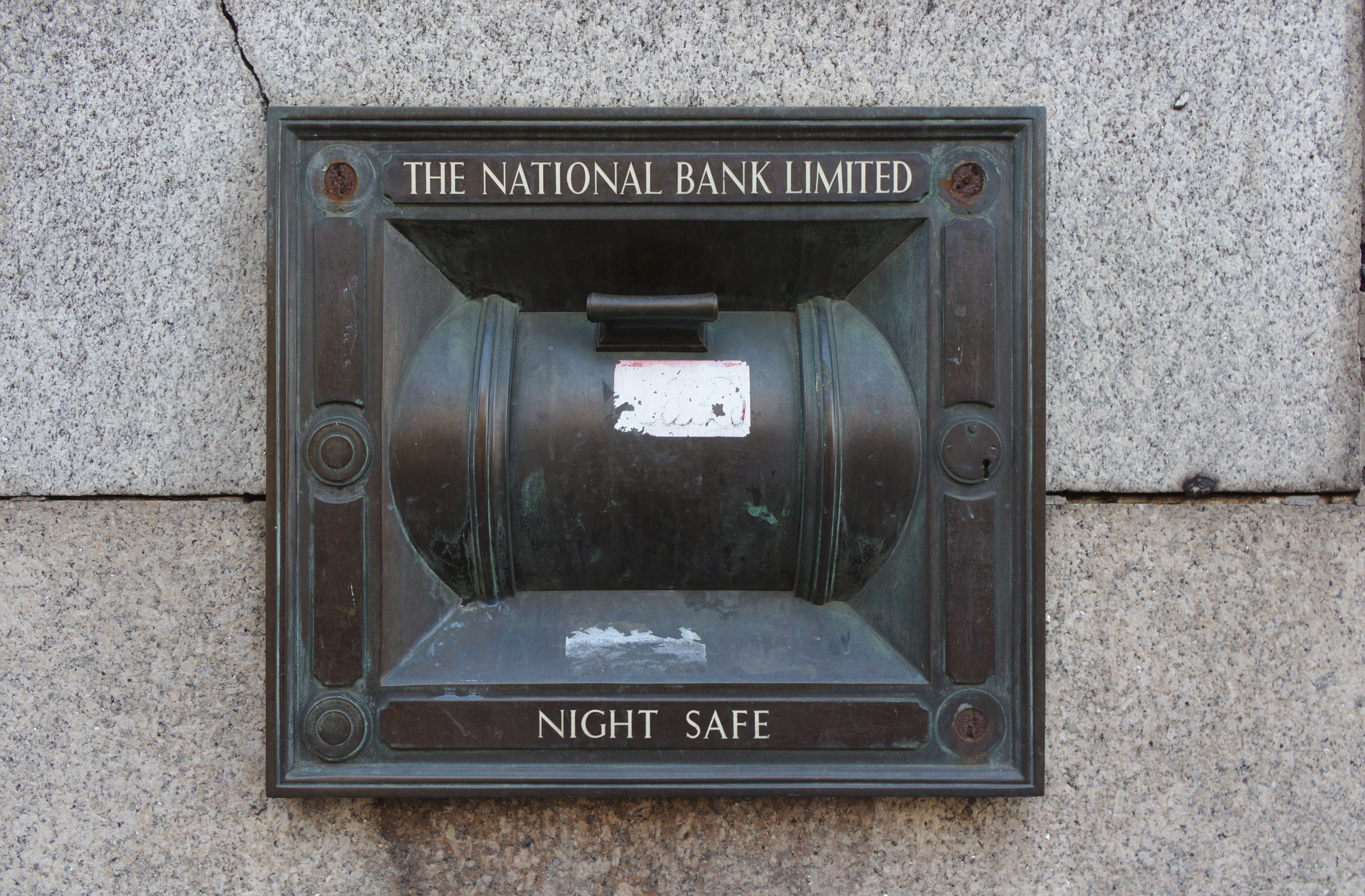
Nachtsafe in Liverpool

Ein Nachttresor ist eine Einrichtung von Banken und Sparkassen, die Kunden Bareinzahlungen auch außerhalb der Schalterstunden erlaubt. Für Kunden handelt es sich dabei nicht um einen Tresor, sondern um einen Einwurf, da Entnahmen für sie nicht möglich sind.

## Hintergrund
Gastronomie- und Einzelhandelsbetriebe schließen meist deutlich später als Banken. Um die Tageseinnahmen nicht im Geschäft lagern zu müssen, was zu einer erhöhten Gefahr von Einbrüchen führen würde, wurden Nachttresore als eine Art „Briefkasten“ eingerichtet.

## Aufbau
Typische Nachttresore haben eine entsprechend einbruchsichere Stahltür. Kunden müssen sich für die Benutzung registrieren und einen speziellen Schlüssel geben lassen. Damit können sie eine Geldbombe einwerfen, die neben dem Geld auch einen schriftlichen Vermerk über das Zielkonto enthält. Eine Mechanik erkennt den Einwurf und der Kunde erhält eine „frische“ (leere) Geldbombe zurück. Die volle Geldbombe rutscht in ein einbruchsicheres Magazin, wo sie später vom Personal entnommen und geleert wird.
Die Sicherheit eines Nachttresors wird vor allem durch die „Einbahnfunktion“ erreicht; eine einmal eingeworfene Geldbombe ist nur noch für das Personal zugänglich. Die abschließbare Klappe soll vor allem vor Vandalismus schützen.

## Voraussetzungen
Die Nutzung eines Nachttresors verlangt nicht nur eine Registrierung, sondern auch besonderes Vertrauen zu den mit der Leerung betrauten Mitarbeitern, da hier der Kunde beim Zählen des Geldes nicht anwesend ist.

## Risiko
Einerseits erlauben Nachttresore dem Kunden, sich seiner Bargeldbestände zu jeder Zeit zu entledigen. Andererseits steigt dadurch das Risiko von Überfällen vor dem Deponieren. Dem begegneten die Geldinstitute schon frühzeitig durch Videoüberwachung, vereinzelt sind Nachttresore auch als Autoschalter ausgeführt.

## Weitere Entwicklungen
- Durch bargeldlosen Zahlungsverkehr wurde zwar die umgeschlagene Bargeldmenge geringer, ohne dass dies jedoch die Nutzung der Nachttresore tangiert hätte.
- Vereinzelt wurde der „klassische“ Schlüssel durch personalisierte Schlüssel (etwa eine EC-Karte) ersetzt. Dadurch entfällt das Risiko verlorener Schlüssel, gleichzeitig können eingeworfene Geldbomben automatisch dem Kunden zugeordnet werden.
- In Zukunft werden die klassischen Nachttresore flächendeckend u. a. durch Geldautomaten ersetzt, an denen man durch Personalisierung durch Kontokarte Geldscheine einzahlen kann, siehe: Cash Recycling. Die Geldscheine werden automatisch gezählt und auf das entsprechende Bankkonto gebucht. Da der Einzahler hier anwesend ist, kann er den Zählvorgang zumindest indirekt überwachen und ggf. abbrechen, wenn das Zählergebnis seiner Meinung nach nicht zutreffend ist.